# Heinrich von der Malsburg
Heinrich Friedrich Wilhelm von der Malsburg (* 26. Februar 1775 in Elmarshausen, Landkreis Kassel; † 23. Februar 1847 in Kassel) war Oberforstmeister und Abgeordneter der Kurhessischen Ständeversammlung.

## Leben

### Herkunft und Familie
Heinrich von der Malsburg entstammte dem hessischen Adelsgeschlecht von der Malsburg und war der Sohn des Conrad Friedrich Gottlob von der Malsburg (1735–1788) und dessen Gemahlin Sophie Amalie Hedwig von Eschwege (1741–1795). Am 4. August 1799 heiratete er Sophie Dorothea von Baumbach-Roppershausen (1776–1829). Aus der Ehe ging der Sohn Otto hervor, der später Kammerherr, Oberforstmeister und Abgeordneter wurde.
Heinrichs Bruder Wilhelm war Oberhofmarschall beim König von Westphalen und Abgeordneter der kurhessischen Ständeversammlung.

### Wirken
Nach seiner Schulausbildung erlernte er den Beruf des Försters und wurde Oberförster in Kassel, wo ihm die Leitung eines Forstbezirkes oblag. 1831 erhielt er in indirekter Wahl ein Mandat in der Kurhessischen Ständeversammlung und war Vertreter der Althessischen Ritterschaft. Er blieb bis zum Jahre 1833 in dem Parlament.